# Nagycseresnyó vára
Nagycseresnyó vára egy középkori vár volt Horvátországban, a Verőce-Drávamente megyei Pitomacsához tartozó Velika Črešnjevica település határában.

## Fekvése
A vár maradványai Velika Črešnjevicától délnyugatra 1,5 km-re, a Bilo-hegységben, egy meredek hegyoldalon találhatók, melyet egy hegyi patak és néhány kavicsbánya övez. 

## Története
A vár neve, valószínűleg cseresznye jelentésű horvát trešnje, illetve annak kaj nyelvjárású változatából, a črešnje szóból ered. Más magyarázat szerint egy ősi kultikus hely lehetett itt ahol az ószláv Chur, vagy Chres istenséget dicsőítették és róla kapta a nevét. A vár alatti települést többször említik a Dursiuo, vagy Dersiuo nemzetség tulajdonaként. Így 1251-ben a Dersiuo nemzetség birtokának a határleírásánál, majd 1266-ban, amikor András ispán tulajdona lett, aki Péter mester, csázmai prépost fivére volt. A Cheresneuycha patak 1277-ben birtokhatárként volt ismert. András ispán nem sokkal 1286 előtt, eladta ezt a birtokát akkori szomszédjának, a Moys nembeli Péternek. A birtokot 1347-ben, Péter fia Corrado vette meg.  Ezután a korabeli források az időközben meggazdagodott Moys ispán leszármazottjait, 1358-ban például Moys fia Mihály fia Jánost említik meg a vár tulajdonosaként. Jánost még ezután is megemlítik, de Csresnyevica vára többé már nem tűnik fel az okiratokban, feltehetően lerombolták. Velika Črešnjevica falu, melyhez a vár területe ma tartozik, meglehetősen távol alakult ki tőle. 

## A vár mai állapota
A vár feltételezhetően egy ellipszis alakú földhalomból állt, melyet egy széles árokkal és valamivel alacsonyabban egy földsánccal öveztek, melynek északi vége beleomlott az alatta fekvő völgybe. A vár déli oldalán lévő sánc valamivel magasabban áll. Egyéb erődítéseknek nyoma ma már nem található.